# Oktonion
Októnion (tudi Cayleyjevo število, Cayleyjev oktonion ali oktava) (oznaka množice oktonionov {\displaystyle \mathbb {O} \,}) je neasociativna razširitev kvaternionov. Oktonioni tvorijo 8 razsežno algebro nad realnimi števili. Obstajajo štiri takšne algebre: to so algebra kvaternionov ({\displaystyle \mathbb {H} \,}), kompleksnih ({\displaystyle \mathbb {C} \,}) in realnih števil ({\displaystyle \mathbb {R} \,}).

## Zgodovina
Oktonione je odkril leta 1843 irski matematik in pravnik John Thomas Graves (1806–1870).
Neodvisno jih je odkril tudi britanski matematik Arthur Cayley (1821–1895). Posledično oktonione imenujejo tudi Cayleyjeva števila oziroma Cayleyjevi oktonioni.

## Definicija
Oktonione si lahko predstavljamo kot oktete realnih števil. Vsak oktonion je linearna kombinacija enotskih oktonionov {\displaystyle \{e_{0},e_{1},e_{2},e_{3},e_{4},e_{5},e_{6},e_{7}\}\,}, kjer je {\displaystyle e_{0}\,}skalar. To pomeni, da se vsak oktonion lahko zapiše kot:
{\displaystyle x=x_{0}e_{0}+x_{1}e_{1}+x_{2}e_{2}+x_{3}e_{3}+x_{4}e_{4}+x_{5}e_{5}+x_{6}e_{6}+x_{7}e_{7}\!\,,}
kjer so:
- {\displaystyle x_{i}\,} realni koeficienti.

Oktonioni se seštevajo enako kot kompleksna števila.
Množenje oktonionov je dano z naslednjo tabelo za enotski oktonion.
| e0 | e1  | e2  | e3  | e4  | e5  | e6  | e7  |
| -- | --- | --- | --- | --- | --- | --- | --- |
| e1 | -1  | e3  | −e2 | e5  | −e4 | −e7 | e6  |
| e2 | −e3 | -1  | e1  | e6  | e7  | −e4 | −e5 |
| e3 | e2  | −e1 | -1  | e7  | −e6 | e5  | −e4 |
| e4 | −e5 | −e6 | −e7 | -1  | e1  | e2  | e3  |
| e5 | e4  | −e7 | e6  | −e1 | -1  | −e3 | e2  |
| e6 | e7  | e4  | −e5 | −e2 | e3  | -1  | −e1 |
| e7 | −e6 | e5  | e4  | −e3 | −e2 | e1  | -1  |

Pogosto namesto številk uporabljamo črke: 
| število    | 1 | 2 | 3 | 4 | 5  | 6  | 7  |
| črka       | i | j | k | l | il | jl | kl |
| drugi znak | i | j | k | l | m  | n  | o  |

## Cayley-Dicksonova konstrukcija
Uporablja se za definiranje oktonionov. Podobno kot se kvaternioni definirajo kot pari kompleksnih števil, se tudi oktonioni definirajo kot pari kvaternionov. Produkt dveh kvaternionov {\displaystyle (a,b)\,} in {\displaystyle (c,d)\,} je določen z:
{\displaystyle \ (a,b)(c,d)=(ac-db^{*},da+bc^{*})},
kjer
- {\displaystyle z^{*}\,} pomeni konjugirano vrednost kvaterniona z.

To je enakovredno, kot da osem enotskih oktonionov definiramo kot pare
(1,0), (i,0), (j,0), (k,0), (0,1), (0,i), (0,j), (0,k).

## Konjugirani oktonion, norma in obratna vrednost
Konjugirana vrednost oktoniona:
{\displaystyle x=x_{0}+x_{1}\,e_{1}+x_{2}\,e_{2}+x_{3}\,e_{3}+x_{4}\,e_{4}+x_{5}\,e_{5}+x_{6}\,e_{6}+x_{7}\,e_{7}\!\,}
je enaka:
{\displaystyle x^{*}=x_{0}-x_{1}\,e_{1}-x_{2}\,e_{2}-x_{3}\,e_{3}-x_{4}\,e_{4}-x_{5}\,e_{5}-x_{6}\,e_{6}-x_{7}\,e_{7}\!\,.}
Norma oktoniona je:
{\displaystyle \|x\|={\sqrt {x^{*}x}}\!\,.}
Obstoj norme pogojuje obstoj obratnega elementa za vsak neničeln element. Obratni element za vsak x ≠ 0 je dan z:
{\displaystyle x^{-1}={\frac {x^{*}}{\|x\|^{2}}}\!\,.}
Velja pa tudi x x−1 = x−1 x = 1.

## Fanova ravnina
S pomočjo diagrama na desni lahko na enostaven način določamo produkte enotskih oktonionov. Ravnina s sedmimi točkami in sedmimi povezavami se imenuje Fanova ravnina, ki se imenuje po italijanskem matematiku Ginu Fanu (1871–1952). Povezave so usmerjene. Ravnina ima 7 točk in 7 povezav. Na vsaki povezavi so tri točke. Krožnica preko točk 1, 2 in 3 je enakovredna ravni povezavi. S pomočjo tabele produktov si lahko sestavimo pravila za množenje enotskih oktonionov.

## Značilnosti oktonionov
- Oktonioni niso komutativni

{\displaystyle e_{i}e_{j}=-e_{j}e_{i}\neq e_{j}e_{i}\,}
- Oktonioni niso asociativni

{\displaystyle (e_{i}e_{j})e_{l}=-e_{i}(e_{j}e_{l})\neq e_{i}(e_{j}e_{l})\,}
- Oktonioni zadoščajo šibkejši obliki asociativnosti. Tvorijo tako imenovano alternativno algebro. To pomeni, da je vsaka podalgebra, zgrajena s poljubnima dvema elementoma, asociativna.
- Oktonioni imajo pomembno lastnost, in sicer zanje velja {\displaystyle \|xy\|=\|x\|\|y\|}. To pomeni, da oktonioni tvorijo normirano algebro z deljenjem.